# Tatiana-Laurence Levasseur
Pour les articles homonymes, voir Levasseur.
Tatiana-Laurence Levasseur, née Tatianna Hammoudi, le 4 février 1982 à Mont-Saint-Aignan en Normandie, est une animatrice de télévision française et de radio . 
Elle a participé à la première saison de l'émission Secret Story, avant de s'engager contre les violences conjugales.

## Biographie
Tatianna, change son nom de naissance Hammoudi (patronyme de son père), pour prendre le patronyme de sa mère, Laurence Levasseur, qui décède lorsqu'elle avait 12 ans,.
En 2005, Tatiana-Laurence joue dans un spot de Nicolas Romieu, Serial Killer, récompensé d'un deuxième prix au festival du Clap d'or et pose pour la couverture de la revue de charme Newlook. Par la suite elle participe avec son futur mari Xavier Delarue à la 2éme saison de  l'emission "Jouer n'est pas tromper" sur Europe 2 Tv  Un an auparavant elle avait participé à l'emission "Sexy or not ".
Mannequin depuis 2006,, elle participe, en 2007, à des émissions de téléréalité, elle se fait connaître du grand public, qui se divise entre pro et anti « Thénardier », puis à la Secret Story, avec son mari basketteur, Xavier Delarue, jusqu'en finale. Elle fonde, la même année, l'association de « lutte contre la violence conjugale » Rose-Jaune, qu'elle préside.
En 2008, elle sort une reprise du titre de François Feldman, Rien que pour toi et le titre, Tout est écrit d’avance,,,, et en 2009,,, Ma prière, évoquant les violences conjugales,,,,,. En 2010, elle publie aux Éditions Josette-Lyon, aux Éditions Trédaniel, Au nom des femmes battues, ma vie, mon calvaire, mon témoignage  (ISBN 9782843192227), sur son expérience de la maltraitance domestique,,,,,À l'occasion du suicide de Jean-Pierre, une brève célébrité de la téléréalité, elle déclare dans France-Soir : « La télé-réalité mène au suicide... Les médias vous réinventent un passé, une famille, une identité ». La même année, elle tourne puis met en ligne un « spot choc » sur la violence conjugale, Sans Sûre (réalisé par Florian Connangle et José Rey Reboredo),, qui remporte le deuxième prix au festival des acteurs de Savines-le-Lac,.
On l'accuse de « se servir de sa notoriété pour médiatiser la noble cause des femmes victimes de violences conjugales »; d'autres, que sa notoriété acquise lui vaut d'être l'« égérie » et de prêter son image à plusieurs petites marques de prêt-à-porter.
En 2013, pour sa cause contre les violences conjugales, elle est invitée de l'émission Courbet Sans aucun doute. Elle sort un nouveau livre sur ses astuces de santé basés sur la phytothérapie : La Méthode Slim Liquid Food, toujours chez le même éditeur Josette-Lyon.
En 2014, elle participe à la quatrième saison de L'Île des vérités sur NRJ 12 avec son mari. La même année, elle est également ambassadrice des « Laurier TV Awards »[réf. nécessaire].
Elle devient animatrice télé en 2015 sur la chaine Star24, où elle anime une émission quotidienne intitulée :" Tatiana-Laurence Delarue vous donne la parole", qui est une émission de divertissement produite et réalisée par Dorian Deboulle, qui débriefe de l'actualité people française et internationale. Elle devient, la même année la présentatrice de la cérémonie Les Lauriers Tv Awards, diffusée en direct à la télévision à la Cigale puis au théâtre des Variétés. Elle continue son travail de mannequin en tant qu'égérie, notamment pour les photographes de mode Jean-Luc Michon et Sylvie Malfray[réf. nécessaire].
Elle participe en 2017 à l'anniversaire de Secret Story, les 10 ans et sur NRJ 12 à l'émission Friends Trip 3 à partir d'octobre.
En 2019, elle participe au Grenelle contre les violences conjugales. Elle lutte désormais contre ce fléau, notamment par le biais de l'association Rose-jaune, dont elle est la créatrice et la présidente.

## Vie privée
Après 17 ans de relation et 14 ans de mariage, elle annonce son divorce avec son mari Xavier Delarue en juillet 2020. Le 13 juillet 2021, ils publient sur leurs comptes Instagram respectifs une photo annonçant qu'ils se sont remis ensemble. Le 8 août 2021, 18 ans après leur rencontre, ils annoncent sur leurs comptes Instagram respectifs qu'ils vont devenir parents en février 2022. Le 10 février, elle accouche d'un garçon appelé Newt. Le 2 janvier 2023, Tatiana annonce sur son compte Instagram, sa séparation avec Xavier. À la suite de cette séparation, elle annonce ne pas reprendre son nom de jeune fille (Hammoudi) mais choisit de prendre celui de sa mère : Levasseur. Ainsi Tatiana Hamoudi épouse Delarue devient Tatiana Levasseur.
Elle a un fils d'une première union. Elle a été victime de violences conjugales.

## Distinction
Le 3 septembre 2020, le ministère de l’Intérieur dont la ministre Marlène Schiappa, décerne à Tatiana-Laurens Delarue le prix « grand public » pour le combat qu’elle mène depuis plus de dix ans contre les violences conjugales.

## Filmographie
- 2005 : Serial Killer (spot)
- 2011 : Sans Sure (court-métrage)
- 2012 : Psyché (court-métrage)

## Singles
- 2007 : Rien que pour toi
- 2008 : Tout est écrit d'avance
- 2009 : Ma prière

## Publications
- 2010 : Au nom des femmes battues : Ma vie, mon calvaire, mon témoignage (éd. J. Lyon)
- 2013 : La méthode Slim Liquid Food (éd. J. Lyon)
- 2019 : 10 ans après. Vivre heureuse après les violences conjugales (éd. J. Lyon)

## Émissions

### Animatrice
- 2015-2016 : Tatiana-Laurence Delarue vous donne la parole (Star 24)
- 2015 : Lauriers TV Awards 2015 (Star 24) avec Philippe Candeloro
- 2016 : Lauriers TV Awards 2016 (Star 24) avec Laurent Artufel
- 2017 : Undressed (NRJ 12) avec Xavier Delarue

### Chroniqueuse
- 2016-2018 : Le Mad Mag (NRJ 12)
- 2017 : Le Mad Mag : le débrief des filles (NRJ12)
- 2018-2019 : C'est que de la télé ! (C8)

### Jurée
- 2011 : Les Voix de La Chance  (NRJ 12)

### Candidate
- 2007 : Jouer n'est pas tromper - saison 2 (Europe 2 TV)
- 2007 : Sexy or Not (Europe 2 TV)
- 2007 : Secret Story  (TF1)
- 2007 : Le Grand Concours de la télé-réalité (TF1)
- 2014 : L'île des vérités 4  (NRJ12)
- 2016 : Friends Trip 3 (NRJ12)

### Invitée
- 2013 : Sans aucun doute (TMC)
- 2016 : Secret Story, les 10 ans (NT1)